# Новелла ди Андреа
Нове́лла ди Андре́а (итал. Novella D'Andrea; 1312, Болонья — 1333, 1335, 1346 или 1366, Болонья) — итальянский правовед и профессор права в Болонском университете. 

## Биография
Будучи дочерью Джованни ди Андреа, она получила хорошее домашнее образование и нередко читала лекции вместо отца. Согласно Кристине Пизанской, она говорила со студентами из-за занавеса, чтобы её красота их не отвлекала.
Новелла вышла замуж за адвоката Йоханнеса Кальдерина и умерла молодой. Её отец назвал свой труд о декретах Папы Григория IX «Novellae» в память о ней.
Её сестра, Беттина ди Андреа, до самой смерти преподавала философию и право в Падуанском университете.